# Pedro Gallese
Pedro David Quiroz Gallese (Lima, 1990. április 23. –) perui labdarúgó, az amerikai Orlando City kapusa. A 2018-as labdarúgó-világbajnokságon a perui labdarúgó-válogatott mindhárom csoport mérkőzésén részt vett.

## Pályafutása
Kezdetben hazájában védett több csapatban, 2014-ben az év legjobb perui kapusává választották. 2016 nyarán a mexikói Tiburones Rojos de Veracruzba igazolt.